# 罗家坪乡
罗家坪乡，是中华人民共和国四川省凉山彝族自治州布拖县曾经下辖的一个乡。2021年1月12日，撤销罗家坪乡爱国村、丰收村、前进村、翻身村1至6组所属行政区域为牛角湾镇的行政区域；翻身村7组所属行政区域为龙潭镇的行政区域。

## 行政区划
罗家坪乡撤销前下辖以下地区：
丰收村、爱国村、翻身村和前进村。